# Нуклеарна електрана Суперфеникс
Нуклеарна електрана Суперфеникс (фр. Superphénix) је бивша нуклеарна електрана на реци Рони у Француској, близу границе са Швајцарском. У тој електрани се налазио први брзи реактор произвођачког типа. Производио је електричну енергију током 1996. године, али крајем 1998. године је затворен из политичких разлога и тренутно се врши његова деконтаминација. Други брзи реактор на подручју Француске је реактор Феникс, који и дан данас производи елекетричну енергију.

## Конструкција и рад реактора
Пројектовање реактора и електране почело је 1968. године, исте године када је почела изградња реактора Феникс. Концепција реактора је изабрана из страха да може да дође до недостатка осталих горива. Конструкција је одобрена 1972. године, али производња енергије је почела тек 1985. зато што су инвенцстиције неописиво брзо расле у току изградње електране. 
Планирана снага била је 1200 мегавати али није била никада реализована, с обзиром на велики ризик јер је реактор био потпуно новог, и недовољно испитаног типа. Како је време пролазило, велики проблем са корозијом појавио се у прстену течног натријума који је требало да хлади реактор.
Децембра 1990. године снажан снег оштетио је конструкцију па је комерцијална употреба електричне енергије почела знатно касније од планиране.
У септембру 1998. године, електрана је затворена.